# Haemanthus canaliculatus
Haemanthus canaliculatus là một loài thực vật có hoa trong họ Amaryllidaceae. Loài này được Levyns mô tả khoa học đầu tiên năm 1966.